# First Security Bank Building
El First Security Bank Building es un edificio de gran altura situado en Salt Lake City, la capital del estado de Utah (Estados Unidos). El inmueble es de estilo internacional, tiene de 12 pisos y fue construido en 1954. Fue diseñado por Wenceslao Sarmiento en consulta con WG Knoebel, diseñador jefe de Bank Building & Equipment Corporation of America, y el arquitecto supervisor local Slack Winburn. Fue incluido en el Registro Nacional de Lugares Históricos en 2005. Construido para First Security Corporation, el edificio fue el primer rascacielos construido en Salt Lake City después de la Gran Depresión. Fue rehabilitado en 2004.
El First Security Bank Building ha sido comparado con la Sede de la Organización de las Naciones Unidas, la Lever House y el PSFS Building debido a su cortina de vidrio y formas cúbicas, composición asimétrica y falta de adornos.